# Liotrachela styligera
Liotrachela styligera är en insektsart som beskrevs av Heinrich Hugo Karny 1926. Liotrachela styligera ingår i släktet Liotrachela och familjen vårtbitare. Inga underarter finns listade i Catalogue of Life.